# Alec Reid
Padre Alec Reid (Nenagh, 5 agosto 1931 – Dublino, 22 novembre 2013) è stato un presbitero irlandese cattolico, conosciuto per il suo ruolo di facilitatore nel processo di pace in Irlanda del Nord.

## Biografia

### Origini
Nato e cresciuto nel 1931 a Nenagh, nella contea di Tipperary, membro della Congregazione del Santissimo Redentore nel 1950, è stato ordinato sacerdote sette anni dopo. Per i successivi quattro anni ha preso parte alle missioni parrocchiali a Limerick, Dundalk e Galway (Esker), prima di trasferirsi al monastero di Clonard a Belfast, dove ha trascorso quasi i quarant'anni successivi. Il monastero redentorista di Clonard si trova all'incrocio tra le comunità cattolico-irlandesi e protestanti-britanniche su Shankill Road.

### Sacerdozio e coinvolgimento nel processo di pace in Irlanda del Nord e al di fuori
Nel 1988 ha consegnato gli ultimi sacramenti a due caporali del Royal Corps of Signals uccisi dalla Provisional IRA (PIRA), dopo aver partecipato a un funerale repubblicano. Una fotografia del suo intervento dopo l'assassinio dei caporali britannici, divenne una delle immagini più sorprendenti del conflitto. Alla fine degli anni '80, ha facilitato una serie di incontri tra il presidente del Sinn Féin Gerry Adams e il leader del Partito Social Democratico e Laburista (SDLP), John Hume, nel tentativo di stabilire un "fronte pan-nazionalista" per iniziare un movimento verso la rinuncia alla violenza a favore della negoziazione.. Ha poi agito come mediatore tra il governo irlandese e Charles Haughey in una riunione a Dublino nel 1987 fino alla firma dell'Accordo del Venerdì Santo nel 1998. In questo ruolo, che all'epoca non era di dominio pubblico, si è incontrato con diversi Taoiseach, e in particolare con Martin Mansergh, consigliere di diversi leader del Fianna Fáil.
Più recentemente si è trasferito a Dublino e ha preso parte agli sforzi di pace tra la Spagna e i Paesi Baschi. Nel gennaio 2003 gli è stato conferito il Premio Sabino Arana "Specchio del mondo" nel 2002 dalla Fondazione Sabino Arana di Bilbao, in riconoscimento dei suoi sforzi per riconciliare e promuovere la pace. Reid e un ministro metodista, il Rev. Harold Good, hanno annunciato che l'IRA aveva dismesso le sue armi in una conferenza stampa nel settembre 2005. Nel novembre 2005 è stato coinvolto in una controversia quando ha fatto commenti durante un incontro alla Fitzroy Presbyterian Church sulla comunità unionista nell'Irlanda del Nord. Reid ha affermato: "Non vuoi sentire la verità. La realtà è che la comunità nazionalista nell'Irlanda del Nord è stata trattata dalla comunità unionista quasi come animali. Non sono stati trattati come esseri umani. Sono stati trattati come i nazisti hanno trattato gli ebrei". In un'intervista alla CNN, Reid ha affermato che "l'IRA è stata, se vuoi, una risposta violenta alla repressione dei diritti umani".
Il 4 luglio 2008, è stato insignito di una laurea honoris causa dall'Università dell'Ulster e di un dottorato (DUniv) nelle cerimonie estive di laurea, in riconoscimento del suo contributo al processo di pace in Irlanda del Nord.
Il 19 aprile 2009 è stato insignito del Reflections of Hope Award dall'Oklahoma City National Museum and Memorial.

### Morte
Morì il 22 novembre 2013, al Saint Vincent's University Hospital di Dublino, all'età di ottantadue anni.